# Моника Ринк
Моника Ринк (на немски: Monika Rinck) е немска писателка, преводачка и журналистка, автор на поезия, проза и есеистика.

## Биография
Моника Ринк е родена през 1969 г. в Цвайбрюкен, Рейнланд-Пфалц. Завършва гимназия с матура и следва религиознание, история и сравнително литературознание в Бохум, Берлин и Йейл.
Пише поезия, проза и есета, които публикува в различни издателства и многобройни антологии. Освен това се изявява като преводачка на поезия и журналистка.
През 2008 г. австрийската обществена медия ORF излъчва в поредицата „Литературата като радиоизкуство“ предаването ѝ „AM APPARAT“. От 2008 до 2016 г. участва в шоу-програми.
Преподава между другото в Немския литературен институт в Лайпциг и в Университета за приложно изкуство във Виена. През 2017 г. е куратор на изданието „POETICA III“ в Кьолн.
Моника Ринк е член на немския ПЕН клуб, Немската академия за език и литература в Дармщат и Академията на изкуствата в Берлин.
От 1999 до 2017 г. работи към „Радио Берлин-Бранденбург“ – „Инфорадио“.

## Награди и отличия
- 2001: Literaturpreis Prenzlauer Berg
- 2003: Stipendium der Stiftung Niedersachsen
- 2004: „Награда Георг К. Глазер“ (поощрение)
- 2005: Stipendium Künstlerhaus Edenkoben
- 2006: „Награда Ханс Ерих Носак“ (поощрение)
- 2006: Förderpreis zum Kunstpreis Rheinland-Pfalz
- 2006: Literaturstipendium Lana
- 2008: Fördergabe für Literatur des Bezirksverbands Pfalz
- 2008: „Награда Хаймрад Бекер“ (поощрение)
- 2008: „Меранска награда за поезия“
- 2008: „Награда Ернст Майстер за поезия“
- 2009: Arno-Reinfrank-Literaturpreis
- 2010: „Награда Георг К. Глазер“
- 2012: Berliner Kunstpreis Literatur
- 2012: Rainer-Malkowski-Stipendium
- 2013: „Награда Петер Хухел“ für den Gedichtband Honigprotokolle
- 2014: Tübinger Stadtschreiberin
- 2014: Casa Baldi-Stipendium der Deutschen Akademie Rom
- 2015: „Награда Клайст“
- 2015: „Награда Хаймрад Бекер“[3]
- 2015: Hotlist-Preis (an den Verlag) für Risiko und Idiotie. Streitschriften
- 2015: Liliencron-Dozentur für Lyrik
- 2016: Pfalzpreis für Literatur
- 2017: „Награда Ернст Яндл за поезия“
- 2018: Stipendium in der Villa Aurora
- 2019: „Награда Розвита“